# Jules Viseur
Pour les articles homonymes, voir Viseur (homonymie).
Jules Viseur est un homme politique français né le 21 février 1836 à Vis-en-Artois (Pas-de-Calais) et décédé le 6 février 1923 à Équihen-Plage (Pas-de-Calais).

## Biographie
Vétérinaire, il est chef du service départemental vétérinaire du Pas-de-Calais. Il publie des travaux sur la tuberculose animale. Il a également écrit une histoire de la race du cheval boulonnais. 
Il est sénateur du Pas-de-Calais de 1897 à 1920, inscrit au groupe de l'Union républicaine.

## Sources
- « Jules Viseur », dans le Dictionnaire des parlementaires français (1889-1940), sous la direction de Jean Jolly, PUF, 1960 [détail de l’édition]